# Ylinen (Joensuu, Norra Karelen, Finland)
Ylinen eller Ylinenjärvi är en sjö i Finland. Den ligger i kommunen Joensuu i landskapet Norra Karelen, i den sydöstra delen av landet, 400 km nordost om huvudstaden Helsingfors. Ylinen ligger 120,2 meter över havet. I omgivningarna runt Ylinen växer i huvudsak barrskog. Den är 35 meter djup. Arean är 3,69 kvadratkilometer och strandlinjen är 16,46 kilometer lång. Sjön  ingår i Jänisjokis huvudavrinningsområde. 